# ميكي ماوس (مسلسل 2013)
ميكي ماوس 2013 أو Mickey Mouse 2013 TV Series هو مسلسل كوميدي أمريكي يجمع النمط القديم لميكي ماوس بالنمط الحديث ومعه ميني
و بطوط وبندق وبلوتو ومعهم مغامرات طريفة وشيقة وحلقات هذا المسلسل ليست طويلة كفاية بل بعضها تكون قصيرة تصل إلى 3 دقائق وحاز المسلسل الكرتوني الكوميدي على جائزة الإيمي ويعرض هذا المسلسل كل
يوم جمعة الساعة 5:00 مساءً بتوقيت السعودية على قناة ديزني الشرق الأوسط ويعاد كل سبت الساعة 3:00 عصراً.
حصل المسلسل على حلقة خاصة في نهاية عام 2016، تحت عنوان بطٌ في الأروقة: حلقة ميكي ماوس الخاصة لعيد الميلاد.

## الأداء الصوتي (النسخة العربية)
- أحمد حرفوش/زياد الشريف - ميكي ماوس
- رشا عبد الله - ديدي بطوطة
- مؤمن البرديسي - العم دهب (حتى 2015)
- عبد الله سعد - العم دهب (2016 - حتى الآن)
- سهير البدراوي - فرفور، كركور، زرزور/سنجب
- محمد شرشابي - بابا نويل (من حلقة: بطٌ في الأروقة)
- جلال الهجرسي - دنجل
- وائل منصور/محمد أباظة - بطوط
- محمد وليد - بندق
- نهى قيس - ميني ماوس/انعكاس ميني
- شهاب إبراهيم - فركوك بن عقدة
- سيد الرومي - بطلوز/سنجوب
- سلمى سري
- سالي قنديل
- محمد حسن - مهندس الترام
- رضوان صوان - سائق سابق/صياد
- أمل عبد الله
- محمود حمودة

- ميكي(توضيح)

## روابط خارجية
- ميكي ماوس على موقع IMDb (الإنجليزية)
- ميكي ماوس على موقع روتن توميتوز (الإنجليزية)
- ميكي ماوس على موقع فيلمافينيتي (الإسبانية)
- ميكي ماوس على موقع كينوبويسك (الروسية)
- ميكي ماوس على موقع قاعدة بيانات الفيلم (الإنجليزية)